# Aquarius (laboratorium)

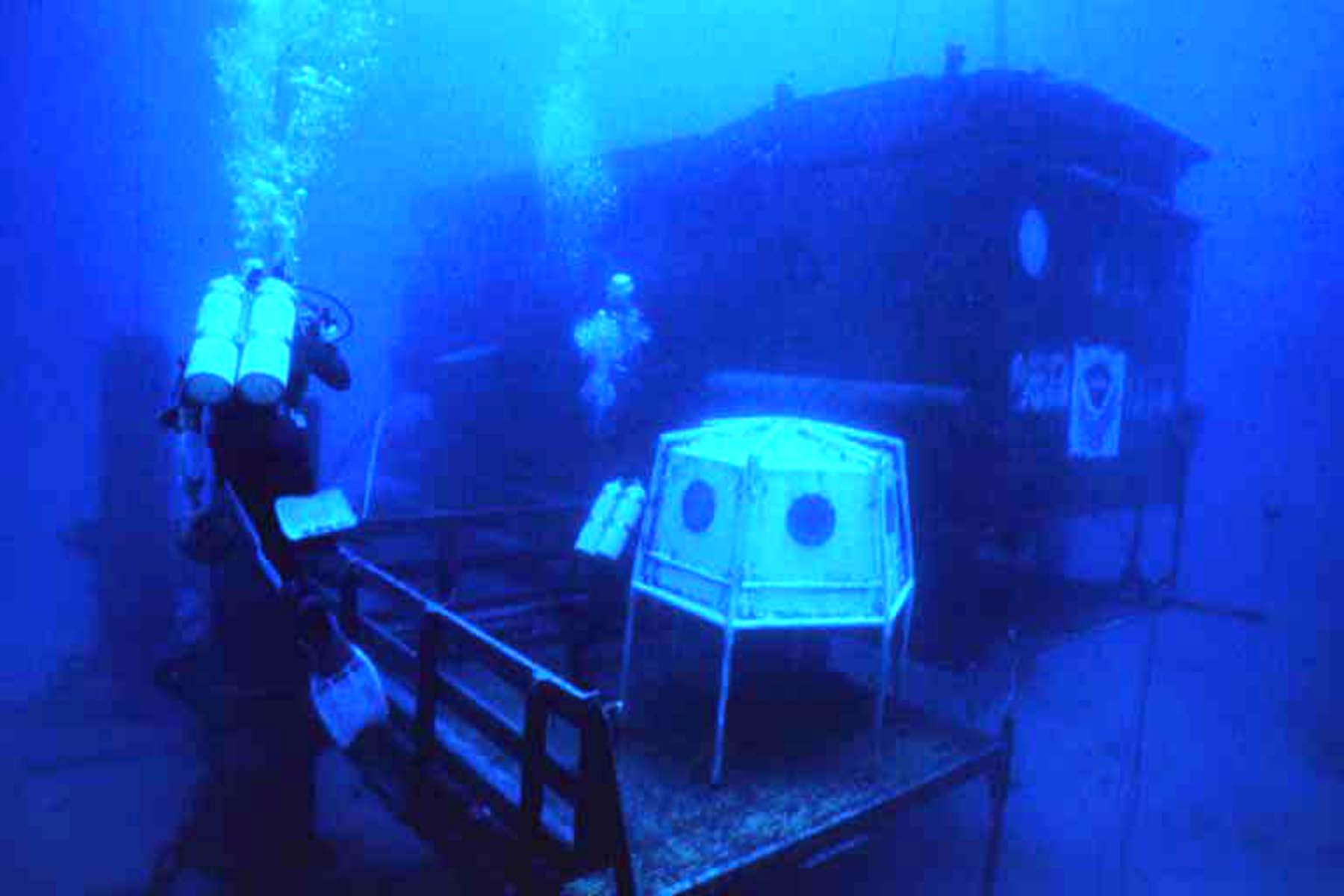
Aquarius vid Conch Reef utanför Florida Keys.

Aquarius är ett undervattenshabitat beläget på cirka 20 m djup i Florida Keys National Marine Sanctuary, utanför ögruppen Florida Keys. Det är ett av få undervattenshabitat i världen som tillägnas forskning. Aquarius ägs av National Oceanic and Atmospheric Administration (NOAA) och sköts av National Undersea Research Center (NURC) vid University of North Carolina at Wilmington.
Aquarius gör det möjligt för en forskargrupp om 4-6 personer att vistas upp till två veckor utan att gå upp till ytan. Eftersom habitatet håller samma lufttryck som trycket i det omgivande vattnet behövs inga begränsningar i dyktid eftersom dykarsjuka inte kan inträffa.
Sedan 2001 använder även NASA habitatet för sitt program Nasa Extreme Environment Mission Operations (NEEMO), där man studerar aspekter av bemannade rymdfärder i en analog (liknande) omgivning. Liksom rymden tillåter miljön under vatten inte mänskligt liv utan vidare.

## Syfte
Stationen används för flera syften:
- Marinbiologisk forskning. Dels kan man göra studier som kräver långa observationspass, till exempel beteendestudier på fiskar, dels kan man göra långtidsstudier av till exempel klimatologiska effekter på revet.
- Tekniska försök med ny eller modifierad undervattensutrustning.
- Utbildning och träning för mättnadsdykning samt för simulerade rymdfärder.
- Information och undervisning där till exempel lärare deltar och genomför lektioner från habitatet som sänds till skolor och universiet.

Under säsongen april - november genomförs normalt en kampanj per månad.
Exempel på genomförda kampanjer är:
- 2010 — Nasa Space Simulation and Training Project: NEEMO 14.(Nasa simulerad rymdfärd och utbildning: NEEMO 14.)[4]
- 2009 — Manipulating herbivore diversity to restore coral reefs. (Styrning av herbivorer för att återställa korallrev.)[5]
- 2008 — Role of sponges in Nitrogen cycling and total respiration in coral-reef ecosystems. (Svampdjurens roll för korallrevssystemens kvävecykel och respiration.)[6]
- 2008 — NURC/Ambient Pressure Diving Technology Development Mission. (~Utveckling av teknik.)[6]
- 2007 — Project SeaCAMEL: Classroom Aquarius Marine Education Live. (Marinbiologisk utbildning live från Aquarius.)[7]
- 2007 — NURC/Navy Saturation Development Mission 2. (Utveckling av mättnadsdykning för flottan, kampanj 2.)[7]

## Uppbyggnad
(Detta avsnitt bygger på Ref.)
Hela forskningsstationen består av flera delar, där själva habitatet är grundstommen. Utöver detta finns flera små "luftbubblor", ett nätverk av vajrar för navigation, en stor supportboj på ytan samt en kontrollstation på land.

### Habitatet
Habitatet, som påminner närmast om en mindre ubåt, är ca 14 m långt och 3 m i diameter. Ena änden är öppen mot vattnet, där man går i och ur vattnet som en bassäng. En mellansektion innehåller forskningsutrustning och en toalett, medan den inre och största delen är själva bostadsdelen och även innehåller kontroller för lufttryck m m.
Under pågående kampanjer håller habitatet samma lufttryck som vattnets omgivande tryck, det som kallas mättnadsdykning. Därmed behövs inga begränsningar i dyktid; dykarsjuka kan inte uppkomma eftersom dykarna alltid vistas i samma tryck, både i vattnet och i habitatet.
När kampanjen skall avslutas används bostadsdelen som en tryckkammare för dekompression. Luftslussen mot "poolen" stängs, och lufttrycket sänks successivt under ca 17 timmar till normalt lufttryck. Därefter höjs trycket, slussen öppnas och deltagarna går upp till ytan som från ett normalt dyk.

### Omgivande strukturer
Förutom själva habitatet finns på botten flera andra strukturer:
- Ett nätverk av uppspända vajrar, ett "spindelnät" med habitatet i centrum, ger navigeringshjälp om sikten försämras, en dykare tappar en mask eller dylikt.
- Flera "luftbubblor", relativt små strukturer som påminner om ett upp-och-nervänt glas och hålls fyllda med luft. Här kan dykarna gå in om de behöver prata med varandra, eller om en nödsituation uppstår. Här finns också kopplingar för att fylla på lufttuberna utan att behöva gå tillbaka till habitatet.

### Supportboj
På ytan över habitatet finns en stor supportboj, Life Support Buoy (LSB), ca 10 m i diameter. Bojen innehåller bland annat dieselgeneratorer, kompressorer för luft, samt en mast med utrustning för radiokommunikation.

### Kontrollstation
På land (Key Largo, ca 12 km från Aquarius) finns en kontrollstation. Under kampanjer fungerar den som en övervakningscentral, och är ständigt bemannad. I anslutning till denna finns också kajplats för båtarna, kontorsutrymmen, laboratorier, övernattningsplatser för nödvändig personal, lagerutrymmen m m.
För eventuella nödsituationer, t.ex. om habitatet skulle behöva evakueras oplanerat, finns också en tryckkammare med plats för sex personer.